# 9 de Febrero (1827)
La 9 de Febrero fue un navío de la Armada Argentina que combatió durante la guerra con el Imperio del Brasil.

## Historia
La Goleta Bertioga construida en el Arsenal de Marinha de Santos, Brasil, fue botada en marzo de 1826 y se sumó a la Tercera División de la Escuadra Imperial que combatía en el Río de la Plata a la República Argentina. 
Al mando del Teniente George Broom, fue parte de la Tercera División brasilera en la operación sobre el Río Uruguay dispuesta por el comando imperial. Brown salió al encuentro de la escuadra y en la Batalla de Juncal librada los días 8 y 9 de febrero de 1827 logró la mayor victoria naval argentina. En la segunda jornada del combate la Bertioga fue atacada por la Goleta Maldonado, al mando de un antiguo camarada de armas, Francisco Drummond.
El disparo certero del cañón pesado de una cañonera argentina derribó el mástil principal de la Bertioga que incapacitada para maniobrar fue obligada a rendirse tras media hora de combate.

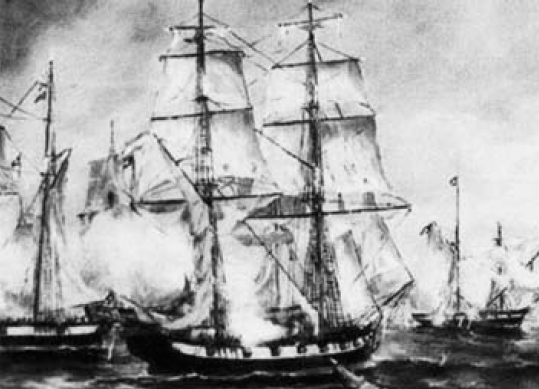
Batalla de Juncal

Fue incorporada a la Armada Argentina con el nombre de Goleta 9 de Febrero.
En abril del 1827 Leonardo Rosales fue designado Jefe de la División Goletas argentina (cuatro goletas y cuatro cañoneras) y el mando directo de la 9 de Febrero. A su mando participó el 5 de junio de una salida contra la División Bloqueo de la Escuadra Brasilera.
El 21 de febrero Brown con la 9 de febrero de Rosales y la 8 de Febrero de Espora atacó audazmente a la flota brasilera fondeada en Montevideo.
En junio la 9 de Febrero participó de un nuevo encuentro con la División Bloqueo en cercanías de Punta Lara en apoyo del bergantín corsario General Brandsen del capitán De Kay.